# Thamnasteriidae
Thamnasteriidae é uma família de cnidários antozoários da subordem Fungiina, ordem Scleractinia.